# Château de Mondon
Le château de Mondon est un château situé à Marigny-Marmande (Indre-et-Loire) et inscrit aux monuments historiques le 17 avril 1931.